# Hingganita-(Y)
La hingganita-(Y) és un mineral de la classe dels silicats, que pertany al grup de la gadolinita-datolita. Rep el seu nom de la seva localitat tipus, el mont Gran Hinggan (Khingan), a la Prefectura de Qiqihaer, a la República Popular de la Xina, més el sufix "-(Y)" en al·lusió al domini de l'itri en la composició.

## Característiques
La hingganita-(Y) és un silicat de fórmula química BeY(SiO₄)(OH). Cristal·litza en el sistema monoclínic. La seva duresa a l'escala de Mohs es troba entre 6 i 7. Originalment va ser anomenada itrioceberisita, i posteriorment redefinida aplicant la regla de Levinson, sent aprovada per l'Associació Mineralògica Internacional l'any 2007.
Segons la classificació de Nickel-Strunz, la hingganita-(Y) pertany a «09.AJ: Estructures de nesosilicats (tetraedres aïllats), amb triangles de BO₃ i/o B[4], tetraèdres de Be[4], compartint vèrtex amb SiO₄» juntament amb els següents minerals: grandidierita, ominelita, dumortierita, holtita, magnesiodumortierita, garrelsita, bakerita, datolita, gadolinita-(Ce), gadolinita-(Y), hingganita-(Ce), hingganita-(Yb), homilita, melanocerita-(Ce), minasgeraisita-(Y), calcibeborosilita-(Y), stillwellita-(Ce), cappelenita-(Y), okanoganita-(Y), vicanita-(Ce), hundholmenita-(Y), prosxenkoïta-(Y) i jadarita.

## Formació i jaciments
Va ser descoberta en el dipòsit de metalls rars del Mont Greater Hinggan, a la prefectura de Qiqihaer, dins la província de Heilongjiang, a la República Popular de la Xina. Tot i que els seus jaciments són escassos, ha estat descrita en tots els continents del planeta excepte a l'Antàrtida.